# Sylvia Stave
Sylvia Stave, geborene Sylvia Rosa Agneta Gadd, verheiratete Sylvia de Vries und später Sylvia Agid (* 25. Mai 1908 in Växjö; † 28. Oktober 1994 in Paris), war eine schwedische Silberschmiedin, Designerin und Illustratorin.
In den 1930er Jahren war sie künstlerische Leiterin der C. G. Hallberg Goldschmiede AB in Stockholm und wurde international durch minimalistische und geometrische Entwürfe von Metallobjekten bekannt, die u. a. auf der Weltfachausstellung 1937 in Paris gezeigt wurden.

## Leben und Werk

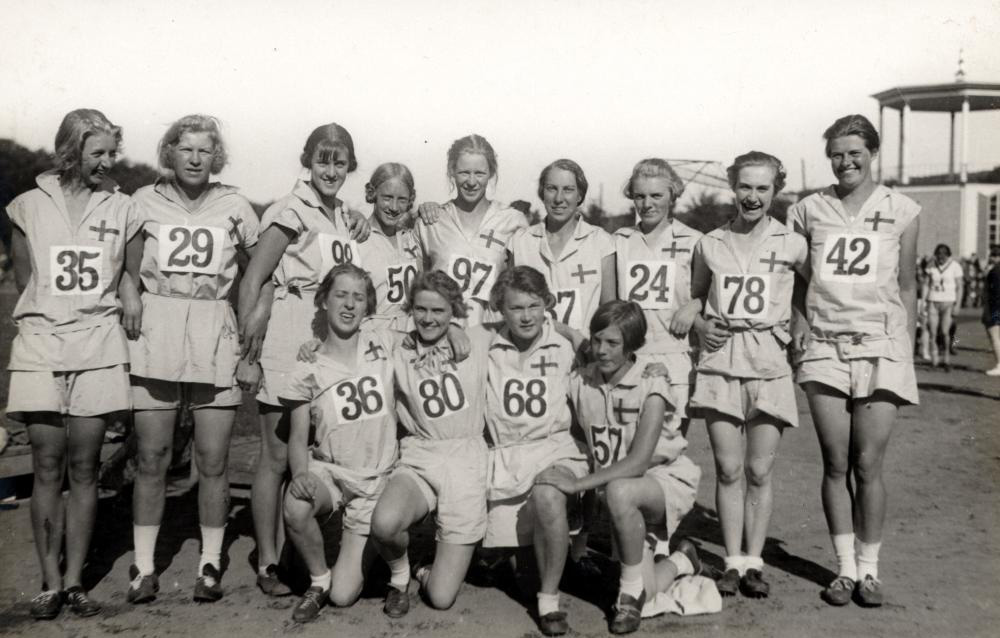
Sylvia Stave (Startnummer 78) im schwedischen Team der Frauen-Weltspiele 1926

Sylvia Gadd wurde 1908 unehelich in Växjö geboren und wuchs zunächst bei einer Pflegefamilie auf. Später zog sie zu ihrer Mutter und Halbschwester nach Falkenberg. In ihrer Jugend interessierte sie sich für Leichtathletik und nahm als Sprinterin und Hürdenläuferin an den Women’s World Games 1926 in Göteborg teil. Ihr größter Erfolg war der vierte Platz in der 4-mal-100-Yards-Staffel.
Im Alter von 21 Jahren folgte sie ihrer Mutter nach Stockholm und nahm den Ehenamen ihrer Mutter Stave an. Während ihres Studiums an der Hochschule für Kunstgewerbe und Design bewarb sie sich auf eine Zeitungsannonce der C.G. Hallberg Goldschmiede AB und wurde 1929 angestellt. Bereits ein Jahr später stellte sie auf der Stockholmer Ausstellung eine emallierte Silberdose und ein Schachbrett aus Ebenholz und Zinn aus. 1931, im Alter von 23 Jahren, wurde sie zur künstlerischen Leiterin des renommierten Unternehmens ernannt, das rund 600 Mitarbeiter beschäftigte. In den 1930er Jahren entwarf sie für Hallberg exklusive, avantgardistische Objekte in Silber, Zinn und in dem damals modischen Alpaka. Neben den hochwertigen Designobjekten entwickelte sie auch Produkte für die Massenproduktion, wie Vasen, Gläser und Krüge, Serviergeschirr oder Brieföffner.
1933 stellte sie zusammen mit anderen Designern wie Rolf Engströmer und Folke Arström im Kaufhauses Nordiska Kompaniet (NK) Objekte aus, die in Silber, Zinn, Bronze und Neusilber hergestellt wurden. Sylvia Stave zeigte ihre Entwürfe auf zahlreichen nationalen und internationalen Ausstellungen, u. a. 1933 in Chicago, 1934 auf der Leipziger Handelsmesse, in London und New York sowie 1937 auf der Weltfachausstellung in Paris.
Im gleichen Jahr bewarb sie sich an der École des Beaux-Arts in Paris und wurde angenommen. 1937 heiratete sie den Bergbauingenieur Tjomme de Vries. Im gleichen Jahr erschien die von ihr illustrierte Novelle Nygift i Rom von Gallie Åkerhielm. Nach zweijähriger Studienzeit in Paris kehrte sie 1939 nach Schweden zurück, um die Hallberg-Kollektion für 1940 vorzubereiten.
Nach ihrer Scheidung heiratete sie 1940 den französischen Arzt und Universitätsprofessor René Agid und zog nach Frankreich. Am 13. November 1940 wurde in Nizza der gemeinsame Sohn Yves Agid geboren, der später ein renommierter Neurologe und Neuropsychologe Frankreichs wurde. Nach der Eheschließung beendete sie im Alter von 31 Jahren ihre berufliche Karriere. Sylvia Stave starb 1994 in Paris.

## Rezeption
Sylvia Stave galt in den 1930er Jahren als die einflussreichste und erfolgreichste Designerin für Metallwaren in Stockholm. Viele ihrer Werke sind heute in der ständigen Sammlung des Schwedischen und Norwegischen Nationalmuseums und zahlreichen Designmuseen wie dem Brooklyn Museum, dem Grassi Museum oder dem Museum für angewandte Kunst in Köln zu sehen.
Ihre Entwürfe zeichnen sich durch eine klare und geometrische Formensprache des Funktionalismus aus. Ihre Objekte, die von den Arbeiten am Bauhaus inspiriert wurden, werden mit den Metallarbeiten von Marianne Brandt, Wolfgang Tümpel und Hans Przyrembel verglichen. Zu ihren erfolgreichsten Entwürfen gehörten ein kugelförmiges Kaffeeservice mit Holzgriffen und ein Cocktailshaker aus dem Jahr 1935, der 1989 von dem italienischen Designunternehmen Alessi in Edelstahl neu aufgelegt wurde. Anfänglich wurden von Alessi die Entwürfe fälschlicherweise Marianne Brandt zugeschrieben. Der Irrtum konnte mithilfe des Sammlers aufgeklärt werden.
Auf internationalen Auktionen werden ihre Objekte zu Preisen von einigen Hundert bis etwas mehr als Tausend Euro gehandelt.

## Werke (Auswahl)
Die größte Kollektion von Arbeiten von Sylvia Stave besitzt das schwedische Nationalmuseum in Stockholm. 2015 bis 2016 wurde eine umfangreiche Auswahl von ihr designter Objekte in der Ausstellung Women Pioneers: Swedish Design in Between the Wars im Schloss Läckö und im Kulturhuset Stockholm gezeigt.
- Dose, Silber und Emaille (1930)
- Kaffeekanne, Neusilber mit Holz (1930), mit passender Zuckerdose, Sahnekännchen (Serie 3254)
- Kaffeekanne, galvanisiertes Neusilber (1930), mit passender Zuckerdose, Sahnekännchen (Serie 3320)
- Kaffeekanne, versilbert, Bakelit, Rattan (1930–31, Serie 3257)
- Wasserkanne, versilbert, Rattan (1932–33, Serie 3471)
- Wasserkanne, versilbert, Rattan (1933, Serie 3467)
- Leuchter, Neusilber (1933)
- Cocktailshaker, versilbert (1934, Serie 4172)
- Likör- und Cocktailservice mit Cocktailshaker, Neusilber (1934, Serie 3540)
- Henkelvasen, Neusilber (1934, Serie 3541, 3542)
- Cocktailshaker mit Henkel, Neusilber, Rattan (1935, Serie 3546)
- Cocktailshaker mit Henkel, vernickeltes Silber, Rattan (1935)
- gravierte Schminkdose, Zinn (1934)
- Brieföffner, Zinn (1935)
- Wasserkanne mit Henkel, versilbert mit Rattan (1936, Serie 3834)
- Shaker, vernickeltes Silber mit Holz (1936, Serie 3849)
- Punschkühler mit Deckel, nach 1931
- Serviergeschirr mit Deckel, versilbert (Serie 3543)